# Despite
Despite er et thrash metal-band der blev dannet i 1998 i Göteborg, Sverige af Timmy Leng og Fredrik Meister.
Bandet skrev kontrakt med pladeselskabet Tractor Productions og udgav i 2009 deres debutalbum ”In Your Despite”.

## Medlemmer

### Nuværende medlemmer
- Alex Losbäck Holstad – Vokal
- Timmy Leng – Guitar
- Oscar Nilsson – Trommer

### Tidligere medlemmer
- John Lidén – Guitar
- Joseph Astorga – Trommer
- Fredrik Meister – Bas
- Johan Sporre – Guitar

## Diskografi

### Studiealbums
- 2009: In Your Despite
- 2010: Clenched
- 2016: Synergi